# Alambradas de violencia
Alambradas de violencia es un spaghetti western español con participación española e italiana rodado en Madrid y dirigido por León Klimovsky. Se estrenó en Italia con el título de Pochi dollari per Django.

## Argumento
El cazador de recompensas Django está buscando a Trevor Northon, el jefe de una banda que acaba de dar un golpe al banco en Abilene. Para despistarle, el bandido se hace pasar por un granjero en Montana.